# Viru Keemia Grupp
A Viru Keemia Grupp, rövidítve VKG észt vegyipari és energetikai holding. Fő tevékenysége az olajpala-bányászat, elektromosenergia-termelés, valamint energiaelosztás és -szolgáltatás. Központja Kohtla Järvében található.

## A holding tagjai
- VKG Oil – palaolaj előállítása
- Viru RMT – fémszerkezetek és nyomásálló tartályok gyártása, olajvezetékek építése
- VKG Transport – szállítmányozás
- VKG Energia – villamosenergia és távhő előállítása
- VKG Soojus – távhőszolgáltatás
- VKG Elektrivõrgud – elektromos energia  szolgáltatás
- VKG Elektriehitus – erőművi berendezések építése
- VKG Kaevandused – olajpala bányászat
- VKG Plokk – salaktégla gyártás
- OOO Slantsehim – olajpala kitermelés az ukrajnai Boviskai kráterben (a VKG (73,4%-os részesedéssel rendelkezik a cégben)